# Monacazione di santa Giovanna Francesca di Chantal
La monacazione di santa Giovanna Francesca di Chantal è un dipinto olio su tela di Ponziano Loverini conservato nel coro absidato della chiesa di Sant'Alessandro della Croce di Bergamo in via Pignolo.

## Storia
L'artista gandinese fu molto attivo in terra bergamasca, e le sue opere raffigurano questo suo non volere seguire le nuove idee all'avanguardia della pittura del Novecento, ma preferire sempre mantenere e raffigurare i valori della sua terra manifestando anche nella pittura la fede, con la morale che da sempre aveva caratterizzato l'arte del territorio orobico.
Il dipinto rappresenta santa Giovanna Francesca Frémiot de Chantal che rimasta vedova a soli ventinove anni del barone di Chantal dopo avergli dato sei figli, decise di diventare monaca fondando con san Francesco di Sales l'ordine della Visitazione di Santa Maria, e il dipinto raffigura proprio l'atto d'investitura. Molti furono i monasteri aperti dell'ordine della Visitazione, di cui uno solo nella bergamasca, ad Alzano Lombardo, fondato nel 1737.
Il dipinto fu realizzato dal Loverini nel 1884 e presentato all'Esposizione Nazionale di Torino.

## Descrizione
Il dipinto è ospitato a sinistra del coro della chiesa alessandrina, tra i dipinti di Antonio Cifrondi Martirio di sant'Alessandro e il Transito di san Giuseppe di Enrico Scuri.
La scena si svolge in una chiesa che presenta assonanze con la parte anteriore del coro della basilica di Santa Maria Maggiore di Bergamo.
Il bozzetto del dipinto è conservato presso l'Accademia Carrara di Bergamo dono dell'artista nel 1883.
Francesca di Chantal vissuta tra il 1572 e il 1641, era rimasta vedova e successivamente entrata nel convento di San Francesco di Sales ed è proprio il momento in cui riceve l'abito viene raffigurata La santa è ritratta inginocchiata di fronte a san Francesco di Sales che indossa gli abiti vescovili nell'atto di porre una croce sul collo alla donna, mentre due altre monache completano la parte. L'artista raffigura l'atto in cui viene fondato il nuovo ordine della visitazione, furono infatti tre le prime aspiranti. Alle loro spalle vi sono molte giovani vestite con abiti chiari che rappresentano il grande numero di ragazze che voleva entrare nell'ordine. Queste sono molto felici, vi è un grande brusio, un grande movimento, la santa infatti proponeva un nuovo stile di vita, che era nuovo per la Francia. Francesca è raffigurata però con una parte del volto in ombra, l'artista volle evidenziare come la nuova responsabilità che la santa si assumeva, era per lei una preoccupazione. San Francesco la guarda, ed è raffigurato con il volto sereno, rassicurante, e questa era una delle sue caratteristiche.
Il dipinto, molto plastico, con il chierichetto che si volge a prendere l'incensiere, risulta equilibrato. L'artista manifesta la sua capacità di raccontare attraverso piccoli particolari, come l'abito del cerimoniere tanto particolare ma in uso tra i prelati di Bergamo, un evento di sicuro rilievo: caratteristica che si ritrova in molte delle sue opere.